# Neubau (Fichtelberg)
Neubau ist ein Gemeindeteil der Gemeinde Fichtelberg im Landkreis Bayreuth (Oberfranken, Bayern). Neubau liegt in der Gemarkung Fichtelberg.

## Geografie
Das Dorf Neubau bildet mit Fichtelberg im Süden eine geschlossene Siedlung. Die Kreisstraße BT 4 führt nach Fleckl (2,9 km westlich) bzw. zur Bundesstraße 303 (1,9 km nördlich). Östlich von Neubau befindet sich der Kaiserbergfelsen, der als Naturdenkmal ausgezeichnet ist.

## Geschichte
Der Ort wurde am 2. März 1618 als „ufm neuen bergwerk am Fichtelberg“ erstmals schriftlich erwähnt. Die Gründung dürfte Anfang des 17. Jahrhunderts erfolgt sein. 1622 bestand „Gottesgab ufm Neutagepeu“ aus zwei Hochöfen, einer Mühle und zwei Hämmern mit acht Mannschaften.
Infolge des Ersten Gemeindeedikts wurde Neubau 1808 dem Steuerdistrikt Fichtelberg zugewiesen. 1818 entstand die Ruralgemeinde Neubau, zu der Fichtelberg, Hüttstadl und St. Veit gehörten. Sie war in Verwaltung und Gerichtsbarkeit dem Landgericht Kemnath zugeordnet und in der Finanzverwaltung dem Rentamt Kemnath. Am 1. Oktober 1857 wurde die Gemeinde an das Landgericht Weidenberg und dem Rentamt Bayreuth  (1919 in Finanzamt Bayreuth umbenannt) überwiesen. Ab 1862 gehörte Neubau zum Bezirksamt Bayreuth (1939 in Landkreis Bayreuth umbenannt). Die Gerichtsbarkeit blieb beim Landgericht Weidenberg (1879 in Amtsgericht Weidenberg umgewandelt), seit 1931 ist das Amtsgericht Bayreuth zuständig. Die Gemeinde hatte eine Gebietsfläche von 2,741 km², 1933 wurde die Gemeinde nach Fichtelberg umbenannt.

### Baudenkmäler
- Fichtelseestraße 8: Ehemaliges Kleinbauernhaus, heute Heimatmuseum

### Einwohnerentwicklung

#### Gemeinde Neubau
| Jahr      | 1824  | 1840   | 1852   | 1855   | 1861   | 1867   | 1871   | 1875   | 1880   | 1885   | 1890   | 1895   | 1900   | 1905   | 1910   | 1919   | 1925   |
| Einwohner | 626   | 1053   | 1056   | 939    | 1014   | 955    | 1007   | 1045   | 1094   | 1079   | 1118   | 1115   | 1156   | 1255   | 1408   | 1583   | 1868   |
| Häuser    | 89    |        |        |        |        |        | 116    |        |        | 124    | 129    |        | 144    |        |        |        | 258    |
| Quelle    | [ 7 ] | [ 11 ] | [ 11 ] | [ 11 ] | [ 13 ] | [ 14 ] | [ 15 ] | [ 16 ] | [ 17 ] | [ 18 ] | [ 19 ] | [ 11 ] | [ 20 ] | [ 11 ] | [ 21 ] | [ 11 ] | [ 10 ] |

#### Ort Neubau
| Jahr      | 001818 | 001824 | 001861 | 001871 | 001885 | 001900 | 001925 | 001950 | 001961 | 001970 | 001987 |
| Einwohner | 341    | 331    | 462    | 438    | 488    | 498    | 864    | 935    | 830    | 764    | 699    |
| Häuser    |        | 42     |        |        | 58     | 60     | 129    | 125    | 150    |        | 204    |
| Quelle    | [ 22 ] | [ 7 ]  | [ 13 ] | [ 15 ] | [ 18 ] | [ 20 ] | [ 10 ] | [ 23 ] | [ 24 ] | [ 25 ] | [ 1 ]  |

## Religion
Neubau ist römisch-katholisch geprägt und nach Mariä Verkündigung (Fichtelberg) gepfarrt.